# Tinderbox (logiciel)
Tinderbox est un logiciel d'intégration continue qui permet de vérifier automatiquement si le code compile toujours et s'il passe une suite de tests avec succès.
Des compilations sont effectuées à intervalles de temps réguliers sur différentes plateformes (Linux, Windows, Mac) et les tests sont exécutés sur l'exécutable généré:
- Si la compilation se passe bien, les voyants sont au vert.
- Si la compilation se passe bien mais que les tests finaux ont échoué, les voyants passent à l'orange
- Si la compilation ne peut pas s'effectuer (trop d'erreurs), les voyants passent au rouge (et sur le projet Mozilla, on voit des flammes apparaître ainsi que le message : "The Tree is Burning!")

Les logs de la compilation sont disponibles afin de permettre aux développeurs d'identifier l'origine des erreurs de compilation.
Tinderbox a été abandonné et remplacé par un logiciel d'intégration continu : TreeHerder.

## Projets utilisant Tinderbox
Les projets utilisant Tinderbox sont :
- FreeBSD
- LibreOffice